# Lackowa
Lackowa (słow. Lacková, łem. Лацкова, (997,1 m n.p.m.) – najwyższy szczyt po polskiej stronie Beskidu Niskiego, położony między Krynicą-Zdrój a Wysową, na granicy ze Słowacją. Wznosi się dobrze widoczną z daleka kopułą nad wsiami Izby oraz Bieliczna (z polskiej strony), a Frička i Cegiełka (po słowackiej stronie, bardziej oddalone). Pierwotnie góra nosiła łemkowską nazwę Łackowa (Wackowa). Inne nazwy, rzadziej używane: Chorągiewka Pułaskiego, Lachowa, czasem żartobliwie nazywana Górą Policyjną (ze względu na wysokość).

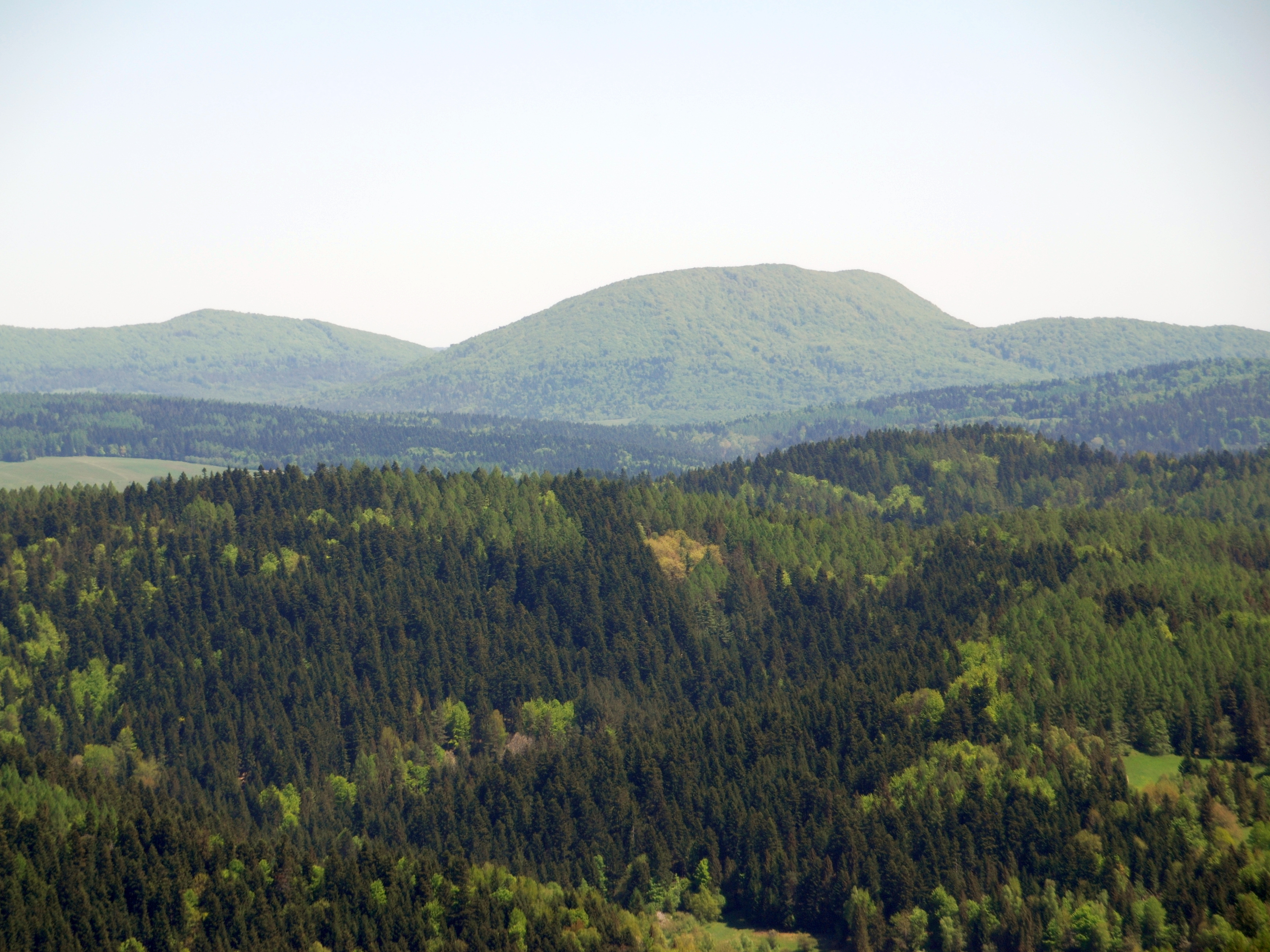
Lackowa z wieży widokowej w Krynicy-Zdroju
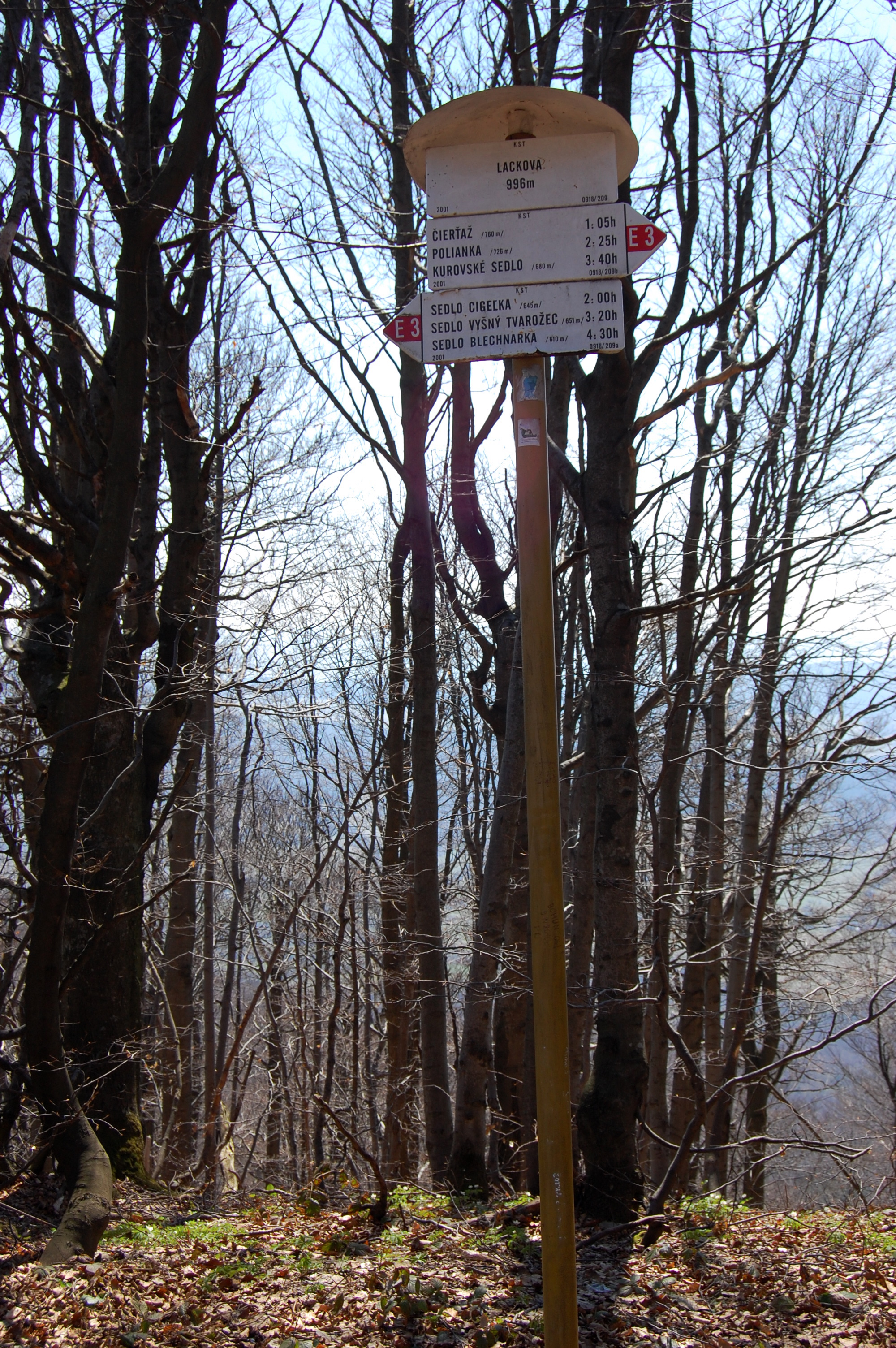
Na wierzchołku
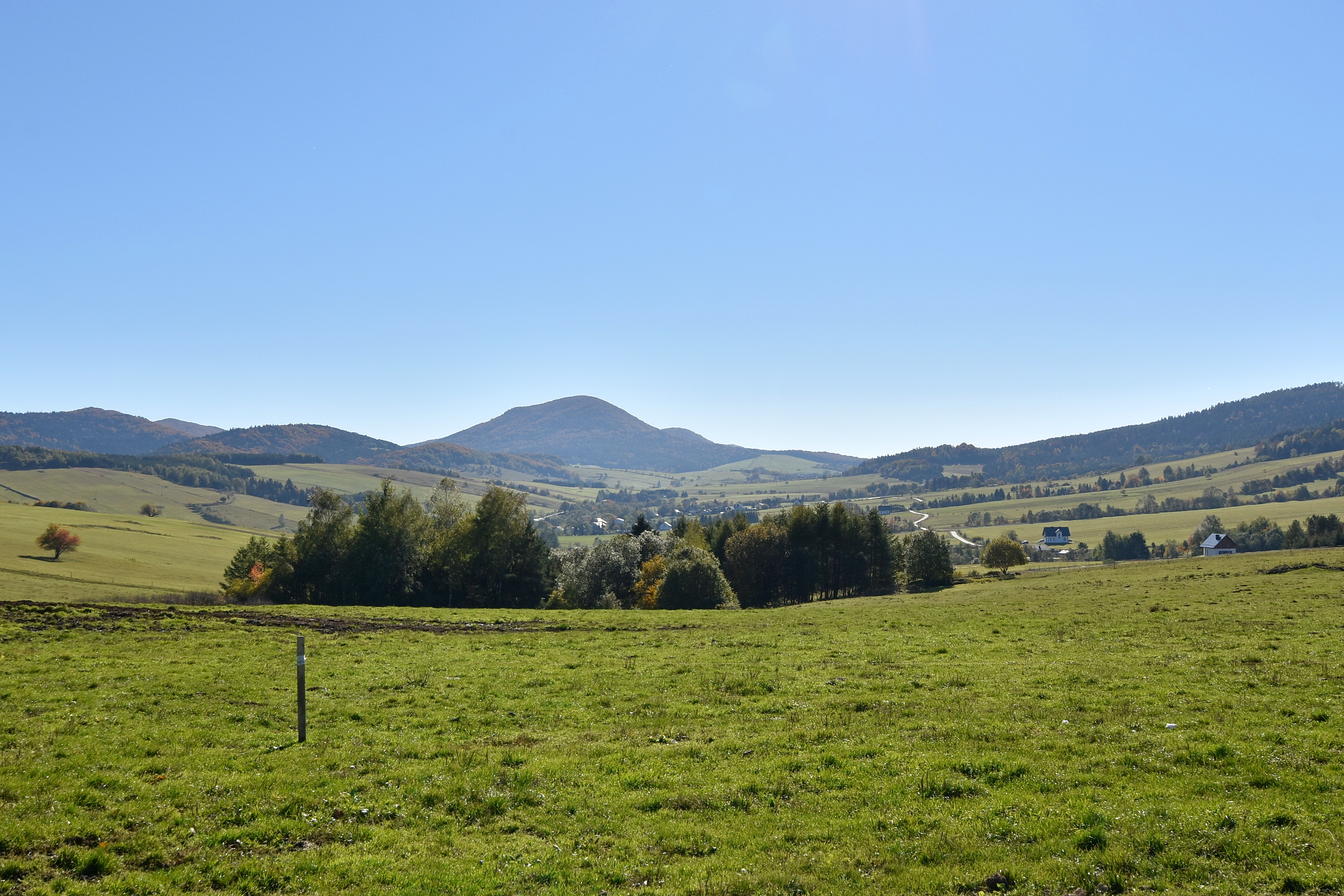
Lackowa z Banicy

Górę budują osadowe utwory fliszu karpackiego z okresu paleocenu - eocenu, w niższych partiach głównie pstre iłowce i drobnoziarniste piaskowce warstw belovežskich, a w partiach szczytowych, mniej więcej powyżej poziomicy 800 m n.p.m., okruchowe piaskowce warstw zlínskich.
W czasie konfederacji barskiej okolica została ufortyfikowana i broniona, a z daleka widoczny, niezalesiony wówczas wierzchołek Lackowej służył do sygnalizacji (stąd nazwa „Chorągiewka Pułaskiego”). Po bitwie 3 i 4 października 1770 z rosyjskim oddziałem generała Drewicza, konfederaci zostali zmuszeni do przekroczenia granicy austriackiej.
Lackowa należy do Korony Gór Polski. Zachodni stok góry, którym biegnie czerwony szlak turystyczny, jest najbardziej stromym w Beskidzie Niskim i jednym z najbardziej stromych w polskich górach (poza Tatrami) odcinkiem znakowanego szlaku.
Piesze szlaki turystyczne:
- Przełęcz Tylicka – Dzielec – Czerteż – Przełęcz Beskid (644 m n.p.m.) – Lackowa (997 m n.p.m.) – Ostry Wierch (938 m n.p.m.) – Przełęcz pod Stawiskami (647 m n.p.m.) – Przełęcz Wysowska